# Ocythoe tuberculata
Famille
Genre
Espèce
Statut de conservation UICN

 LC  : Préoccupation mineure
La Pieuvre dimorphe (Ocythoe tuberculata) est une espèce de mollusques octopodes. C'est la seule espèce du genre Ocythoe, et de la famille des Ocythoidae.

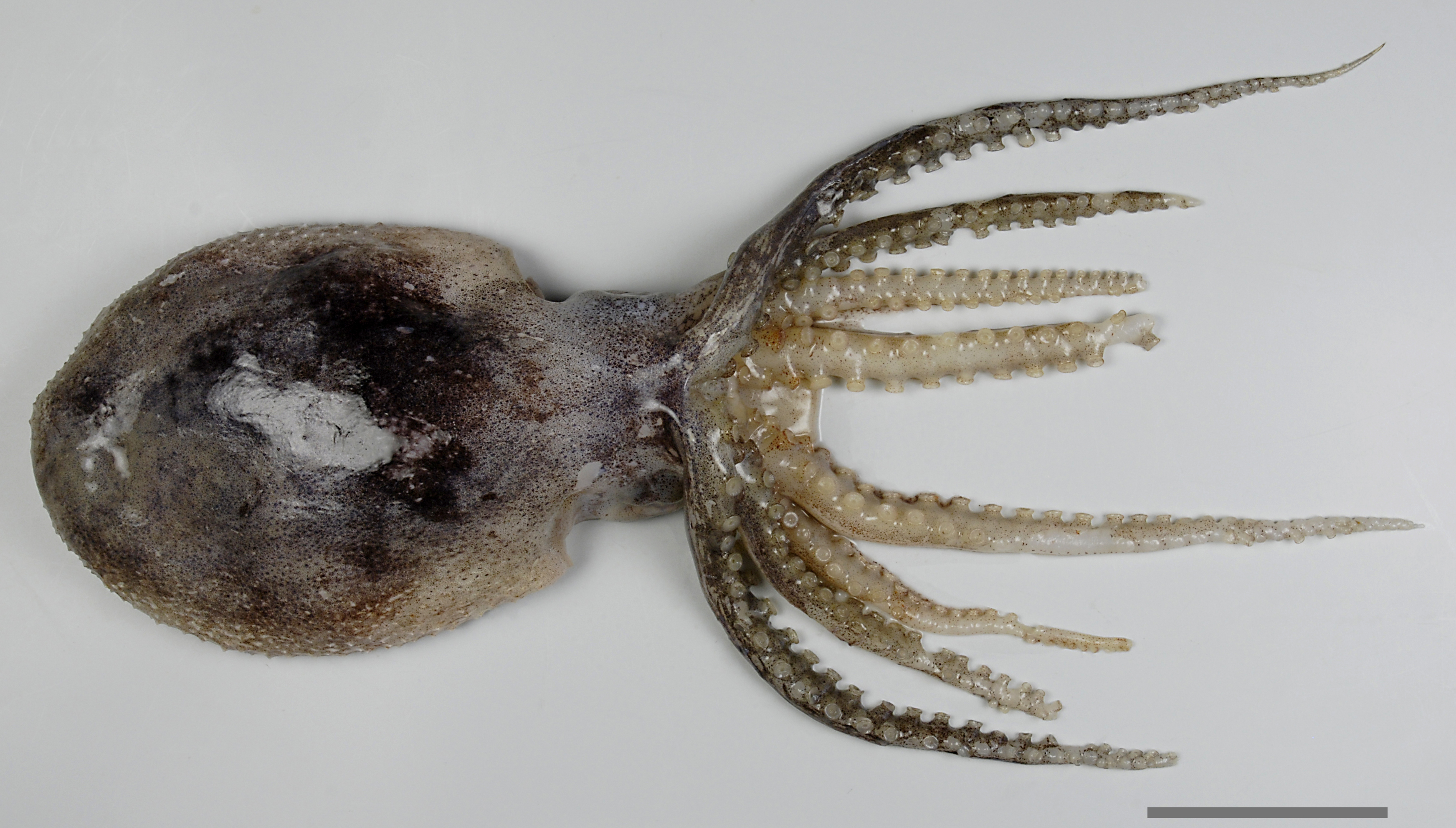
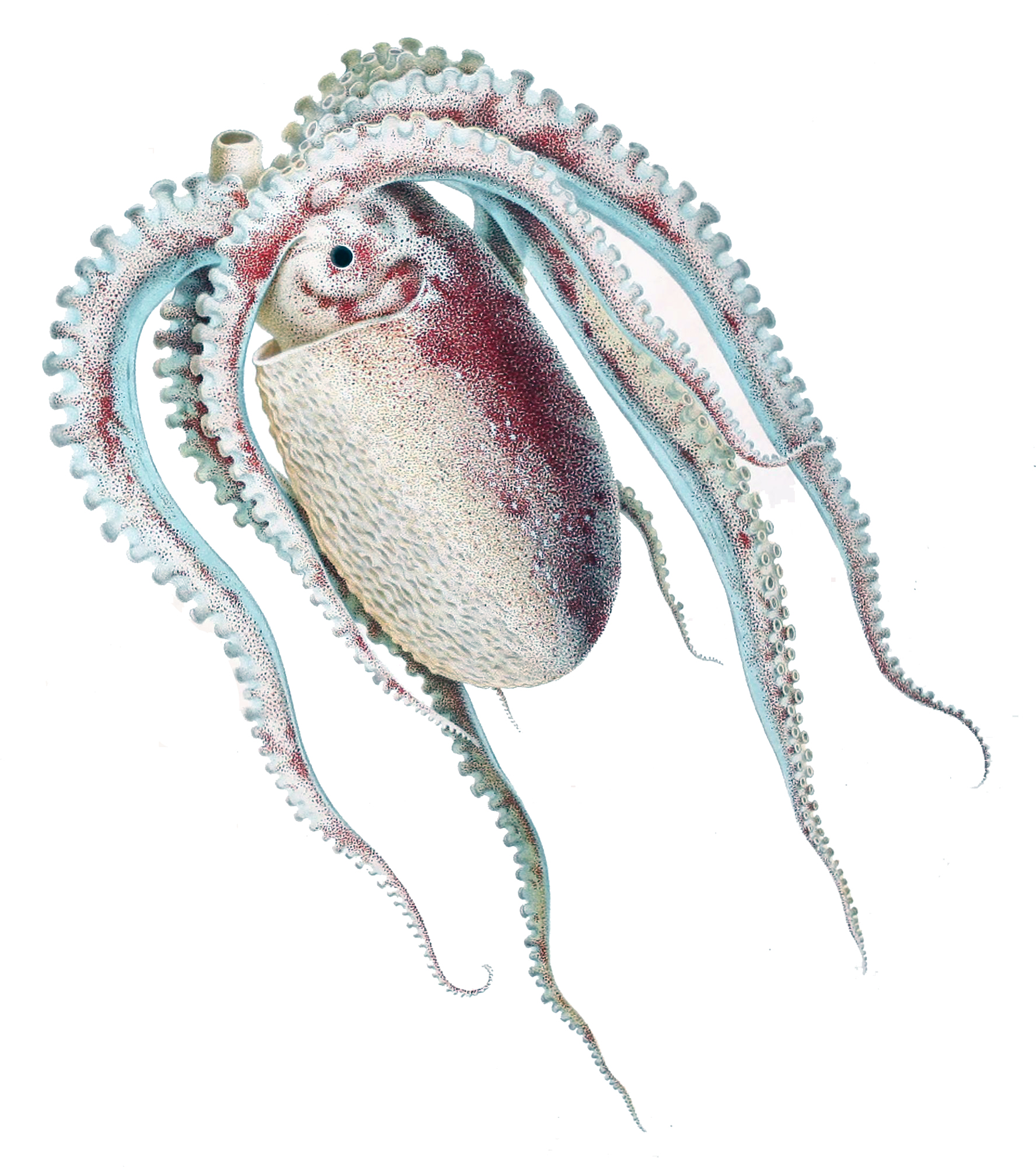
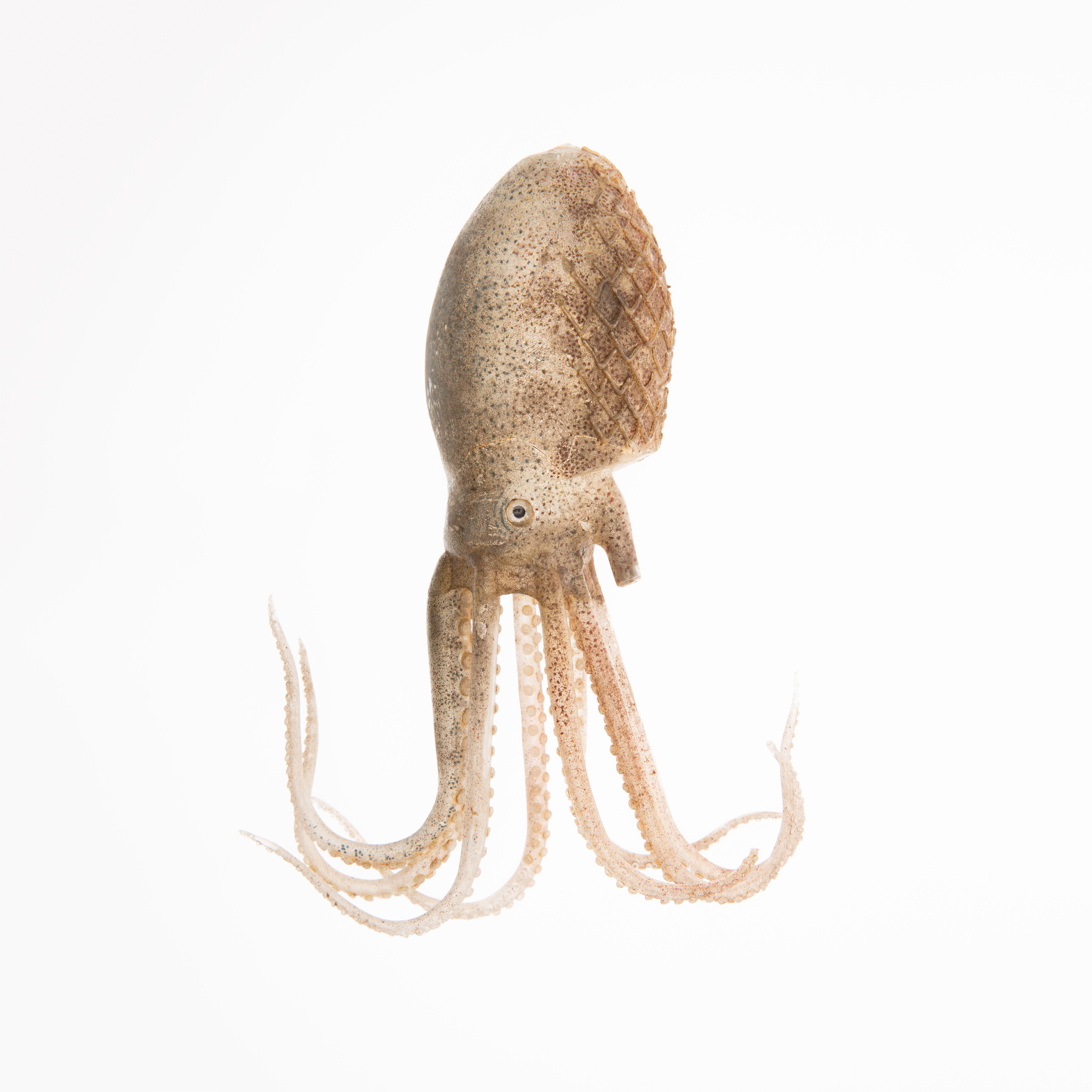
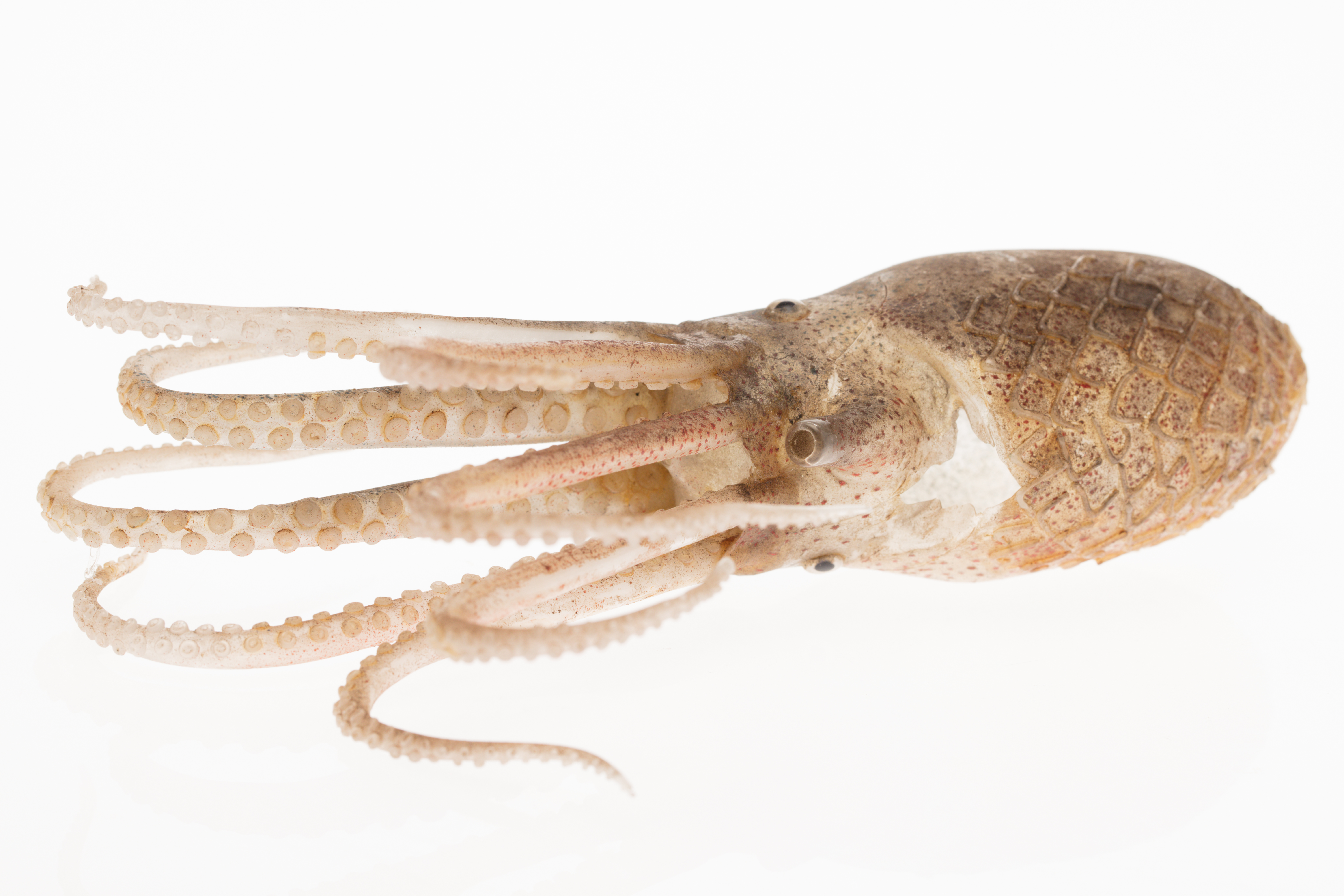
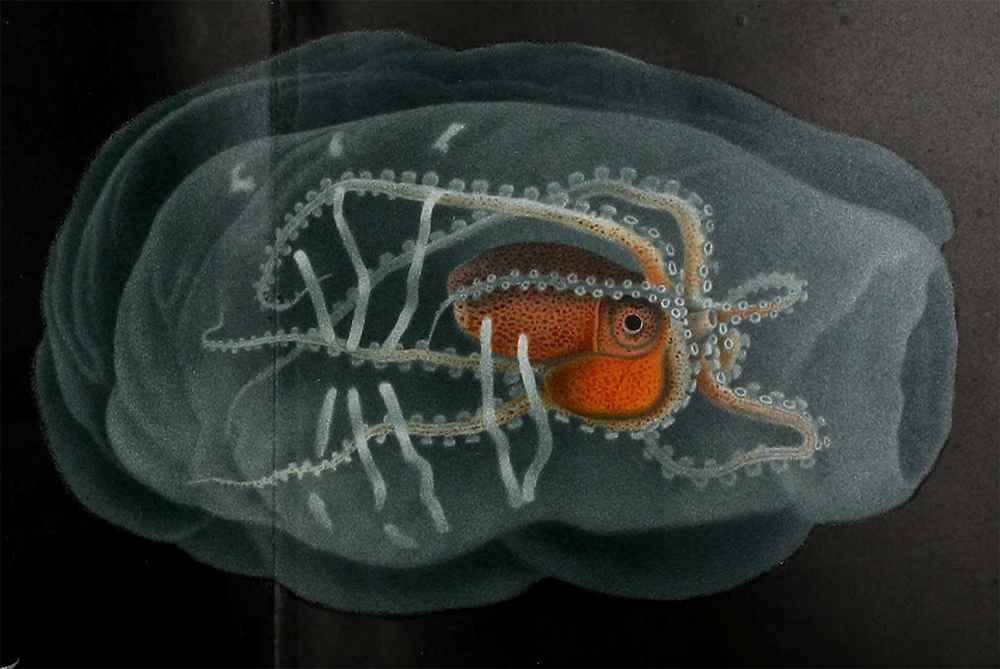